# Ramsbottomia lamprosporoidea
Ramsbottomia lamprosporoidea är en svampart som beskrevs av W.D. Buckley 1924. Ramsbottomia lamprosporoidea ingår i släktet Ramsbottomia och familjen Pyronemataceae.   Inga underarter finns listade i Catalogue of Life.